# Onde P (électrocardiographie)

Onde P normale, représentée dans la zone en rouge

Diagramme illustrant les caractéristiques d'une onde d'électrocardiogramme à rythme sinusal normal

En cardiologie, l'onde P sur un électrocardiogramme (ECG) représente la dépolarisation auriculaire, qui entraîne une contraction auriculaire, ou systole auriculaire.

## Physiologie
L'onde P est une onde générée par le front de dépolarisation lorsqu'il transite par les oreillettes. Normalement, l'oreillette droite se dépolarise légèrement plus tôt que l'oreillette gauche puisque l'onde de dépolarisation provient du nœud sino-auriculaire, dans l'oreillette droite supérieure, puis se déplace vers et à travers l'oreillette gauche. Le front de dépolarisation est transporté à travers les oreillettes le long de voies de conduction semi-spécialisées, y compris le faisceau de Bachmann, ce qui produit des ondes de forme uniforme. La dépolarisation provenant d'ailleurs dans les oreillettes (ectopies auriculaires) entraîne des ondes P avec une morphologie différente de la normale.

## Pathologie
Les ondes P maximales (> 0,25 mV) suggèrent une hypertrophie auriculaire droite, cœur pulmonaire (rythme P pulmonaire), mais ont une faible valeur prédictive (~ 20 %).
Une onde P avec une amplitude accrue peut indiquer une hypokaliémie. Cela peut également indiquer une hypertrophie auriculaire droite.
Une onde P avec une amplitude diminuée peut indiquer une hyperkaliémie.

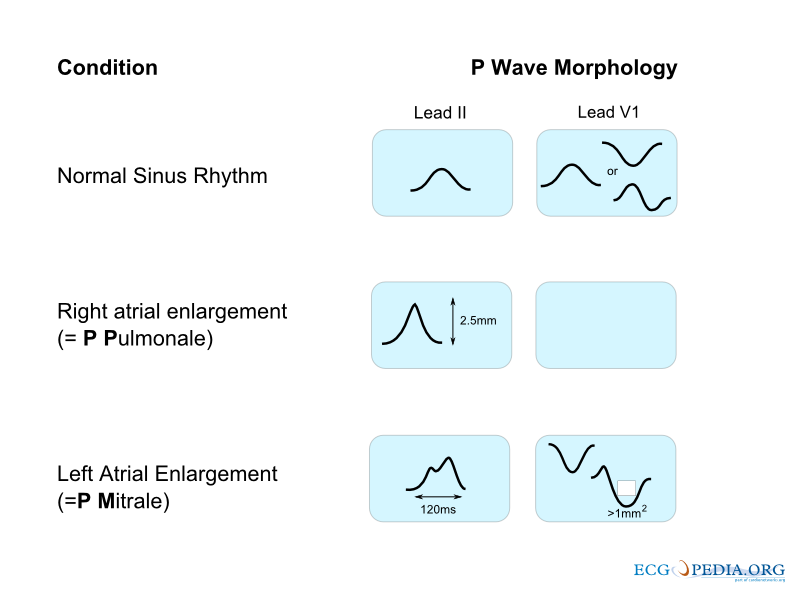
Modifications de l'onde P dans l'hypertrophie auriculaire gauche et droite

Les ondes P bifides (appelées P mitrale) indiquent une anomalie de l'oreillette gauche, par exemple une dilatation ou une hypertrophie.
Si au moins trois ondes P de formes différentes peuvent être observées sur un tracé de dérivation ECG donné, cela implique que même si l'une d'entre elles provient du noeud sino auriculaire, au moins deux autres proviennent d'ailleurs. Ceci est considéré comme une preuve de foyers ectopiques multiples (c'est-à-dire d'au moins deux) et est appelé rythme auriculaire multifocal (ou plus correctement, multiforme) si la fréquence est ≤ 100) ou tachycardie auriculaire multifocale si la fréquence est supérieure à 100. Cela apparaît particulièrement fréquemment dans les exacerbations de bronchopneumopathie chronique obstructive.
Si la ligne de base a une forme totalement irrégulière, cela suggère des ondes fibrillatoires de fibrillation auriculaire ou éventuellement un artefact ; une ligne de base en forme de dents de scie suggère les ondes de flutter du flutter auriculaire. Avec l’un ou l’autre de ces rythmes, si la fréquence ventriculaire est rapide, les ondes fibrillatoires ou de flutter peuvent facilement être mal interprétées comme des ondes P.
L'absence d'onde P avec une ligne de base plate peut indiquer :
- Fibrillation auriculaire fine[1]
- Arrêt sino-auriculaire (avec un rythme d'échappement secondaire)

Si les ondes P ne sont pas clairement délimitées sur l’ECG de surface, une dérivation de Lewis peut être utilisée pour mieux visualiser les ondes P.

## Repolarisation auriculaire
Cela se produit en moyenne 320 ms après la fin de l'onde P, avec une durée 2 à 3 fois supérieure à celle de l'onde P et une polarité toujours opposée à celle de l'onde P. Elle est représentée sur l'ECG de surface par une onde dite Ta. La pertinence clinique de ceci est que, bien qu'il s'agisse d'un phénomène normal, le nadir de l'onde Ta peut survenir juste après le complexe QRS et provoquer une dépression du segment ST similaire (et facilement confondue avec) à celle qui survient dans des états pathologiques tels que l'ischémie cardiaque.

## Pages connexes
- Électrocardiographie
- Complexe QRS
- Intervalle QT
- Onde U